# Ophryophryne hansi
Ophryophryne hansi е вид земноводно от семейство Megophryidae.

## Разпространение
Видът е разпространен във Виетнам.